# Margarita Miranda Bordoy
Margarita Miranda Bordoy (Barcelona, 1919 - Palma, 8 de julio de 1979) fue una dirigente deportiva, nacida en Barcelona y establecida en Mallorca.
Miranda era esposa de Vicente García Peñaranda, médico y cirujano, uno de los fundadores de la Clínica Peñaranda (centro sanitario de Palma) y conocido junto con su hermano Virgilio como organizador de tertulias culturales y por su colaboración con las organizaciones obreras mallorquinas. Esta condición le proporcionó contacto directo y relevancia en el mundo social y cultural mallorquín.
Tras enviudar en 1967, Miranda alcanzó protagonismo social por sí misma a partir de la vertiente deportiva, especialmente en el mundo del fútbol y desde uno de los clubes más importantes de la ciudad, el Club Deportivo Atlético Baleares. Desde 1970 fue presidenta de la comunidad de propietarios del Estadio Balear (la Procampo), terreno de juego del Atlético Baleares, cargo que ejercería hasta a su muerte. Además, desde 1974 formó parte de la junta directiva del club blanquiazul en sucesivas ocasiones.
Desde 1977 su nombre sonó como posible candidata a la presidencia del club balearico, un hecho sorprendente en una entidad exclusivamente masculina en el plano deportivo, presencia femenina testimonial en la vertiente social y dirigida hasta entonces exclusivamente por hombres. A mediados de 1978 hizo pública su candidatura, pero por falta de apoyos tuvo que renunciar.
Por su protagonismo y estima recibió dos homenajes públicos en 1976 y 1978 en el Estadio Balear, coincidiendo con sendos derbis entre el Atlético Baleares y el RCD Mallorca, cuando ambos clubes jugaban en Tercera División.
Además, Miranda formó parte de la comisión que entre 1978 y 1979 estudió la posible fusión entre Atlético Baleares y RCD Mallorca, cuando sendas entidades pasaban por momentos críticos que hacían peligrar su supervivencia. De los diez integrantes, en representación de ambas entidades, ella era la única mujer.
Al morir en 1979 Miranda era conocida y respetada en el mundo deportivo local, dentro y fuera del club blanquiazul, unánimemente y por encima de rivalidades deportivas y personales.
Era sobrina del portero del Club Esportiu Europa durante los años 20, Joan Bordoy. En 2023 fue candidata a recibir la Distinción Cornelius Atticus, máxima condecoración deportiva de las Islas Baleares, en categoría póstuma.